# Gale (Mali)
Gale és una població de Mali al cercle de Kita, regió de Kayes, a 2 km a l'oest del Bafing i a 10 km de l'extrem nord de Guinea
Malinkamory, germà de Samori Turé, va ocupar Gale (a mig camí entre Niagassola i Kita) el juny de 1885. A la hivernada Samori es va restablir a Faraoulia deixant guarnició a Kokoro i el seu germà Malinkamory es va quedar a Gale. Durant el hivern els sofes, des de Gale, van fer incursions a la vall del Bakhoy i del Bafing, saquejant el Gadougou i el Gangaran arribant en les seves incursions fins a Médine i Fatafi. La línia de postes de telègraf fou destruïda. El gener de 1886 el comandant Frey va traçar un pla que consistia a atacar Gale on era Malinkamory fent veure que volia atacar a Fabou Ibrahima (un altre germà de Samori) al país manding de Kangaba. Les tropes s'havien de reunir a Kita i Koundou el 9 de gener de 1886 i començar operacions el dia 10. Frey va creuar el Bakhoy el 10 i va marxar sobre Gale; Malinkamory es va retirar de Gale després de cremar el poble i es va dirigir cap a Nabou i Niafadié per unir-se al seu germà Fabou Ibrahima que havia avançat des de Kangaba.